# 1992년 세계 박람회 (제노바)
1992년 세계 박람회(L'Esposizione internazionale specializzata Genova '92 - Colombo '92)는 이탈리아의 도시 제노바에서 1992년 5월 15일부터 8월 15일까지 개최되었다.